# Claudia González Caparrós
Claudia González Caparrós (A Coruña, 1993) és una poeta gallega.
Ggraduada en Estudis Literaris per la Universitat de Barcelona, màster en Història de l’Art Contemporani per la Universitat Autònoma de Madrid i màster en Literatures Hispàniques per la Universitat d’Indiana. És cofundadora de crisi, una cooperativa i espai de pensament crític a Barcelona on treballa com a llibretera i com a responsable de la programació de cursos i activitats, juntament amb la Raquel Miralles. També es dedica a l’ensenyament i a la traducció, i és autora dels poemaris “Si la carne es hierba (Sully Morland)”, “te miro como quien asiste a un deshielo” i “Los augurios se rechazan”, tots publicats a l’editorial La Bella Varsovia

## Publicacions
- Si la carne es hierba (Sully Morland) (2015). La Bella Varsovia. 60 páxs. ISBN 978-8494355783.[2] (Poesía)
- Te miro como quien asiste a un deshielo (2018). La Bella Varsovia. 52 páxs. ISBN 978-8494800719.[3][4] (Poesía)

### Traducció
- Myers, Robin (2018). Este é o agasallo que lle dou ao meu corpo. Tulipa Ed. Colección 10x15. 32 páxs. ISBN 978-8494947735.

## Premis
- 2015: Accésit do VIII Premio de Poesía Joven Pablo García Baena. Por Si la carne es hierba (Sully Morland).[5]